# Warrant (droit)
Pour les articles homonymes, voir Warrant.
En droit français, le warrant désigne une sûreté réservée aux professionnels qui vont ainsi obtenir du crédit en remettant en gage certains éléments de leur exploitation.
On connaît ainsi diverses variétés de warrants qui vont permettre à l’hôtelier ou bien à l’industriel ou bien encore à l’importateur de pétrole de gager des éléments de leur exploitation. L’hôtelier par exemple va gager des éléments mobiliers qui garnissent l’hôtel, l’importateur va gager ses stocks de réserve.
Ces warrants sont organisés dans le code de commerce dans les articles L522-1 du code de commerce. Il existe également un warrant agricole organisé aux articles L342-1 du code rural, qui permet de gager des matériels agricoles ou certaines récoltes.